# Scotiabank Arena
Le Scotiabank Arena,,,, (anciennement Air Canada Centre en anglais et Centre Air Canada en français) est une salle omnisports située sur Bay Street au sud de la Gare Union dans le centre-ville de Toronto, en Ontario au Canada. L'amphithéâtre est le plus grand de l'Ontario.
Depuis 1999, ses locataires sont les Raptors de Toronto, une franchise de basket-ball évoluant dans la National Basketball Association (NBA) et les Maple Leafs de Toronto, une franchise de hockey sur glace de la Ligue nationale de hockey (LNH). Le Scotiabank Arena accueille également le Rock de Toronto de la National Lacrosse League depuis 2001. Ce fut aussi l'arène des Phantoms de Toronto (AFL) pendant leur brève existence entre 2001 et 2002. Sa capacité est de 19 800 places pour le basket-ball et les concerts, puis 18 800 pour le hockey sur glace et le crosse. La salle peut être aussi configurée pour les spectacles et concerts avec 5 200 places. Elle possède 153 suites de luxe, 1 020 sièges de club et un stationnement pouvant contenir 13 000 places.

## Histoire

Ancien logo du Centre Air Canada (1999-2018)

Le projet du Centre Air Canada fut proposé par les Raptors de Toronto sous un groupe initial dirigé par l'homme d'affaires canadien John Bitove. Le bâtiment a été conçu pour le hockey sur glace et le basket, mais le basket-ball était son but principal. Tandis que l'édifice était en construction, les Maple Leafs voulaient également construire leur propre arène dans un endroit différent. Les journalistes du Toronto Star tels que le Dave Perkins ont encouragé les deux équipes à jouer dans une même salle. En achetant les Raptors et le Centre Air Canada en construction, Maple Leaf Sports & Entertainment (MLSE) a voulu déménager les Maple Leafs hors du légendaire Maple Leaf Gardens pour s'installer dans la future nouvelle arène. MLSE a fait quelques changements dans les plans pendant que la construction était en cours, comme changer les sièges du niveau supérieur de l'extrémité ouest de l'arène en loges de luxe. Les travaux ont commencé en février 1997.
L'emplacement a été dans le passé en partie occupé par l'édifice de livraison de Postes Canada. Le bâtiment actuel a maintenu les façades saisissantes de l'est (le long de Bay Street) et des murs du sud (Lakeshore Boulevard) de cette structure, mais le reste du bâtiment (face à la Gare Union) a été enlevé pour faire de la place à l'arène.
La tour de quinze étages sur Bay Street se tient à 55 mètres, et fournit des raccordements de l'atrium à la Gare Union, Bay Street, et York Street (par l'intermédiaire de Bremner Boulevard).
Le Centre Air Canada fut inauguré le 19 février 1999 et coûta 265 millions de dollars canadien. Le bâtiment de 62 000 m2 est la propriété de Maple Leaf Sports & Entertainment Ltd. qui possède également les Raptors de Toronto et les Maple Leafs de Toronto. Le premier surnom de l'édifice était le « Hangar » à cause du commanditaire de l'arène, Air Canada. Cependant, ce nom n'a jamais été adopté par le grand public. Le Centre Air Canada est plus généralement désigné sous le surnom du « ACC » qui a été mis en référence sur le site Web officiel de la salle. La compagnie aérienne Air Canada acheta les droits d'appellation de l'arène pour 40 millions de dollars canadien sur 20 ans. Le premier match des Maple Leafs de Toronto dans la salle a eu lieu le 20 février 1999 contre les Canadiens de Montréal et celui des Raptors le lendemain contre les Grizzlies de Vancouver.
Il fut le tout premier aréna en Amérique du Nord à se doter d'un tableau d'affichage central à douze faces, huit afficheurs numériques au niveau supérieur et quatre écrans vidéo au niveau inférieur.
Andy Frost est l'annonceur-maison du ACC pendant les matchs à domicile des Maple Leafs de Toronto, alors que Herbie Kuhn fait le même travail pour les Raptors de Toronto, et Bruce Barker pour le Rock de Toronto.
Ancrée en plein centre de Toronto, elle offre toutes les facilités (métro, 13 000 places de stationnement) et se situe au pied de la tour d'Air Canada, le siège de la compagnie aérienne. À l'intérieur, outre la salle en elle-même, les coursives regorgent de diverses activités, magasins et restaurants.

### Rénovations
En 2005, Maple Leaf Sports & Entertainment Ltd. (MLSE) a annoncé qu'il rénoverait le côté ouest du Centre Air Canada durant l'été 2008 afin de connecter l'arène au futur Maple Leaf Square. Le Maple Leaf Square sera détenu conjointement par MLSE, Cadillac Fairview et Lantera Developments. Son coût de 500 millions de dollars comprendra deux restaurants, l'Hôtel Le Germain at Maple Leaf Square, de vastes magasins et d'autres encore. Le projet sera achevé en 2009-2010.
Le ACC est connecté à la Gare Union puis avec le réseau PATH, une ville souterraine composée de tunnels piétonnier.
Le 29 août 2017, MLSE, propriétaire de l'équipe, annonce avoir accordé, pour la somme de 800 millions de dollars canadiens, les droits de « naming » de son amphithéâtre à la Banque Scotia. Les Maple Leafs évolueront donc pour les vingt prochaines années au Scotiabank Arena, à compter de la saison 2018-2019.

## Best Buy Theatre
Localisé dans le Centre Air Canada, le Best Buy Theatre et ses 5 200 sièges servent régulièrement pour le théâtre et d'autres événements. Il fut appelé auparavant le Sears Theatre et est aussi connu comme le Theatre at ACC. Our Lady Peace et Coldplay, au début de leur carrière, ont joué dans ce lieu.

## Événements
- 50e Match des étoiles de la Ligue nationale de hockey, 6 février 2000
- Repêchage d'entrée dans la LNH 2002
- Concert de Taylor Swift (Speak Now World Tour), 15 et 16 juillet 2011
- Concerts de Madonna (Re-Invention Tour), les 18, 19 et 21 juillet 2004
- Coupe du monde de hockey sur glace, août-septembre 2004
- WWE SummerSlam, 15 août 2004
- Match des étoiles de la National Lacrosse League, 25 février 2006
- WWE Unforgiven, 17 septembre 2006
- WWE Saturday Night's Main Event, 2 juin 2007
- Concerts de Prince, Nelly Furtado, Iron Maiden, Aerosmith, Bon Jovi, Mariah Carey, Foo Fighters, Coldplay, U2, No Doubt, Justin Timberlake, Usher, Paul McCartney, Madonna, Rolling Stones, Britney Spears et Avril Lavigne.
- 2009 : Three Days Grace
- WWE RAW : 17 mai 2010
- Concerts de Madonna (The MDNA Tour), 12 et 13 septembre 2012
- Concert de Lady Gaga : The Born This Way Ball Tour les 8 et 9 février 2013; artRAVE : The ARTPOP Ball le 9 juillet 2014 puis récemment les 6 et 7 septembre 2017 pour sa tournée The Joanne World Tour
- Concert de Rihanna, Loud Tour, 6 et 7 juin 2011; Diamonds World Tour 18 et 19 mars 2013
- Concert de Demi Lovato (The Neon Lights Tour), 26 mars 2014
- Concerts de Madonna (Rebel Heart Tour), 5 et 6 octobre 2015
- Concert de Demi Lovato et Nick Jonas (Future Now Tour), 23 juillet 2016
- WWE NXT TakeOver: Toronto, 19 novembre 2016
- WWE WWE Survivor Series, 20 novembre 2016
- Concerts de Madonna (The Celebration Tour), les 11 et 12 janvier 2024
- Concert de Sabrina Carpenter (Short n' Sweet Tour), 25 octobre 2024
- Concerts de Olivia Rodrigo (Guts World Tour), 29 et 30 mars 2024
- WWE Money in the Bank, 6 juillet 2024
- Concert du groupe de K-Pop Ateez le 8 août 2024

## Galerie

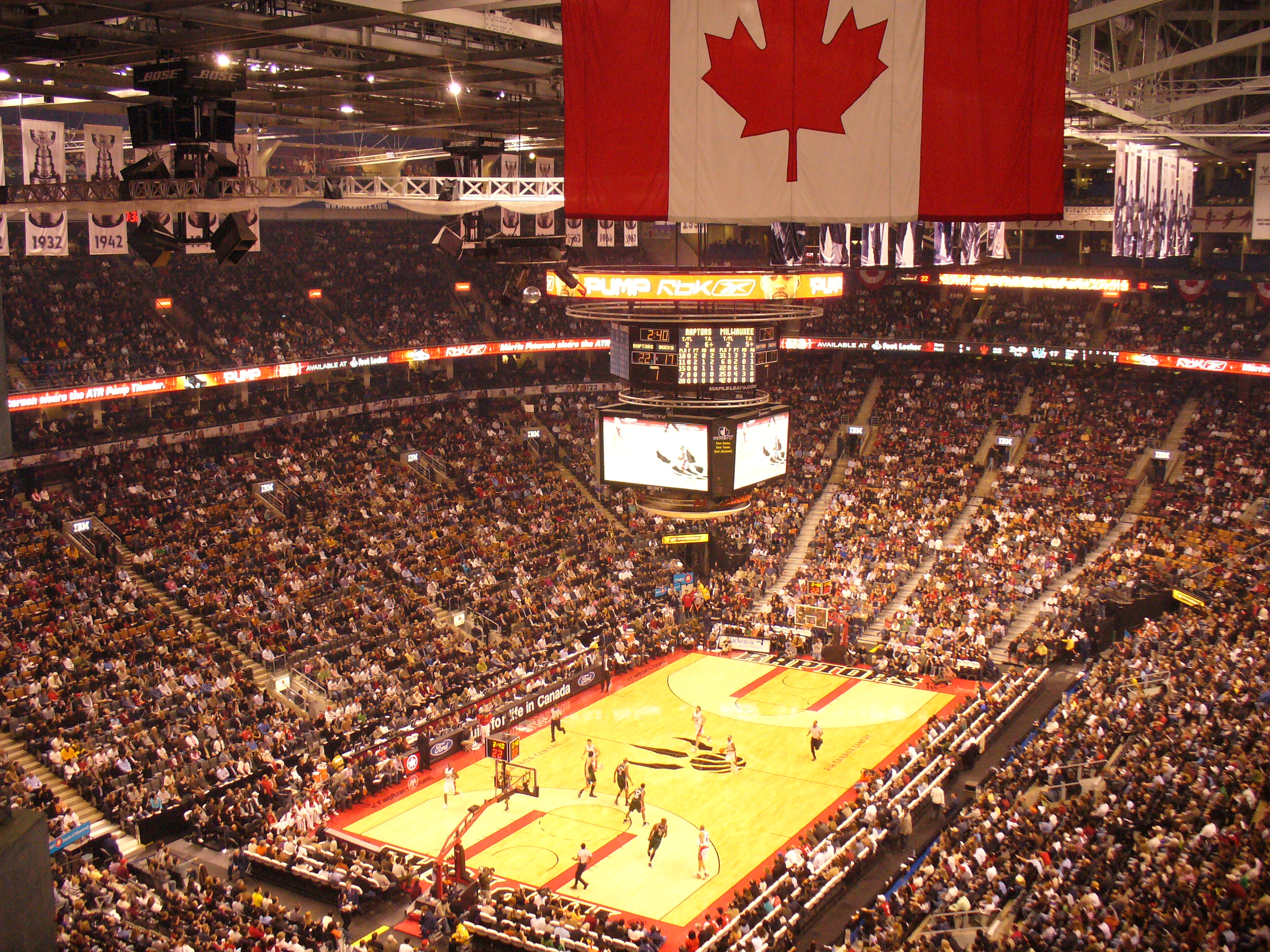
Parquet des Raptors de Toronto
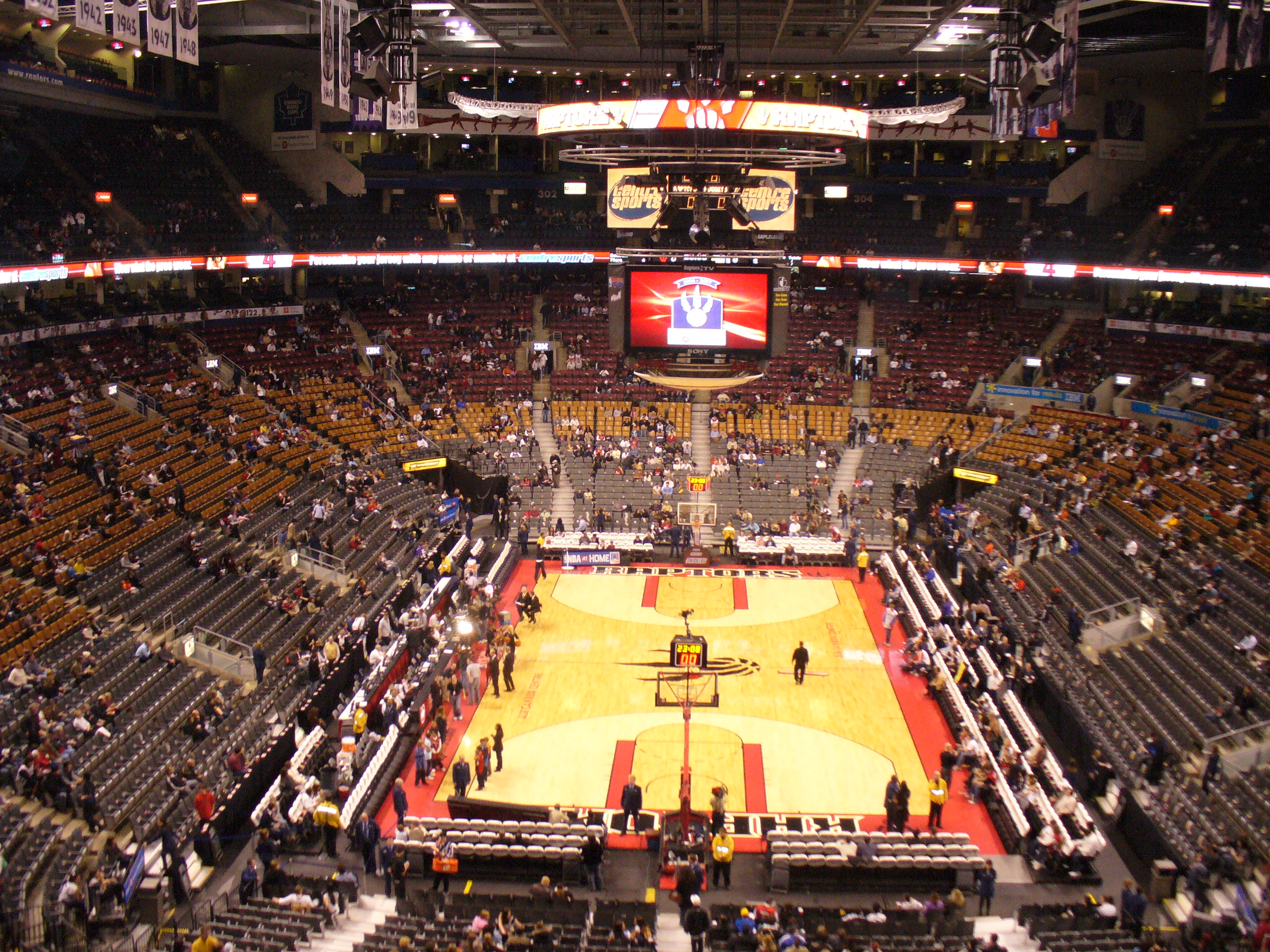
Dans l'enceinte de l'arène
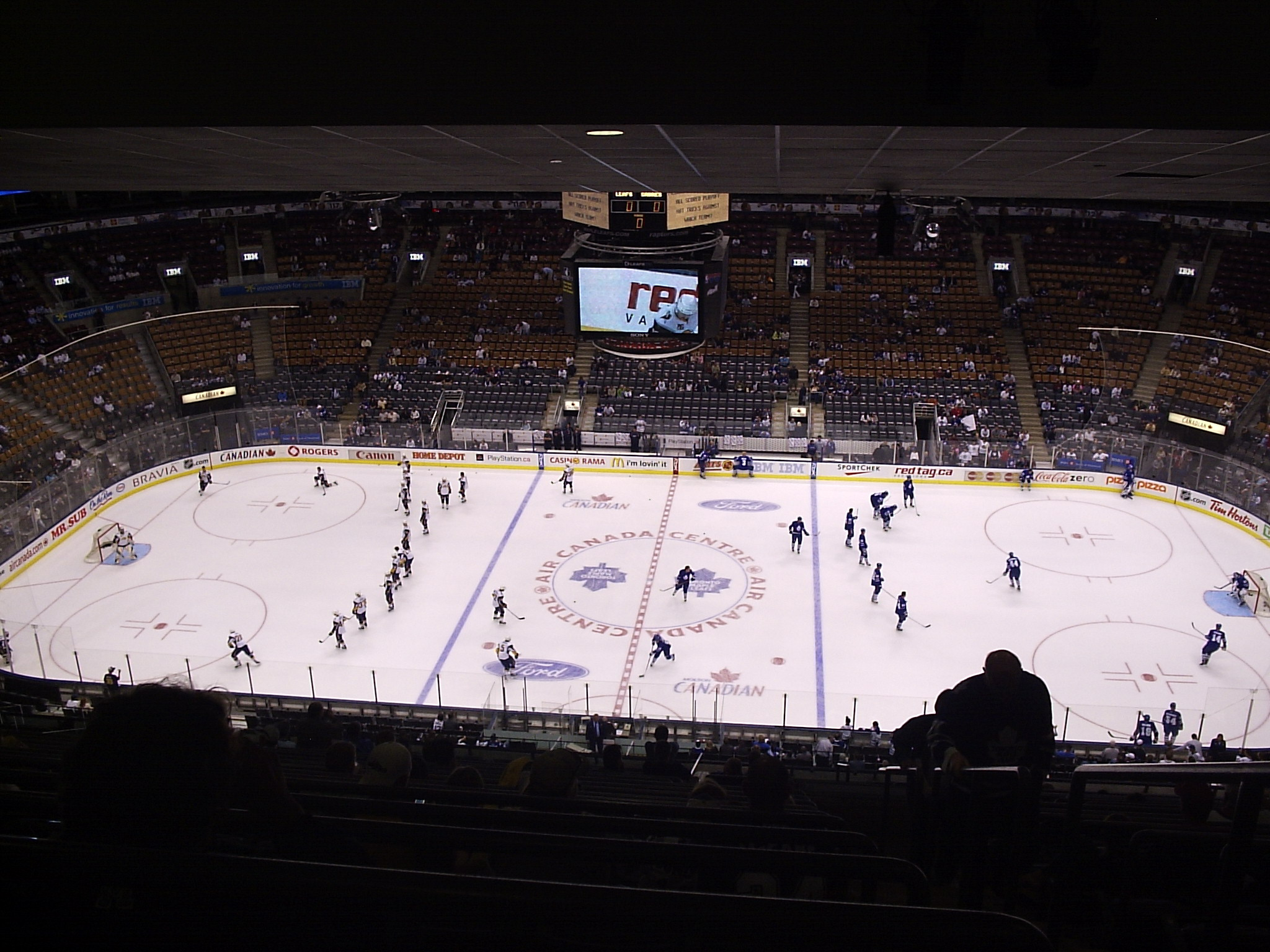
La patinoire
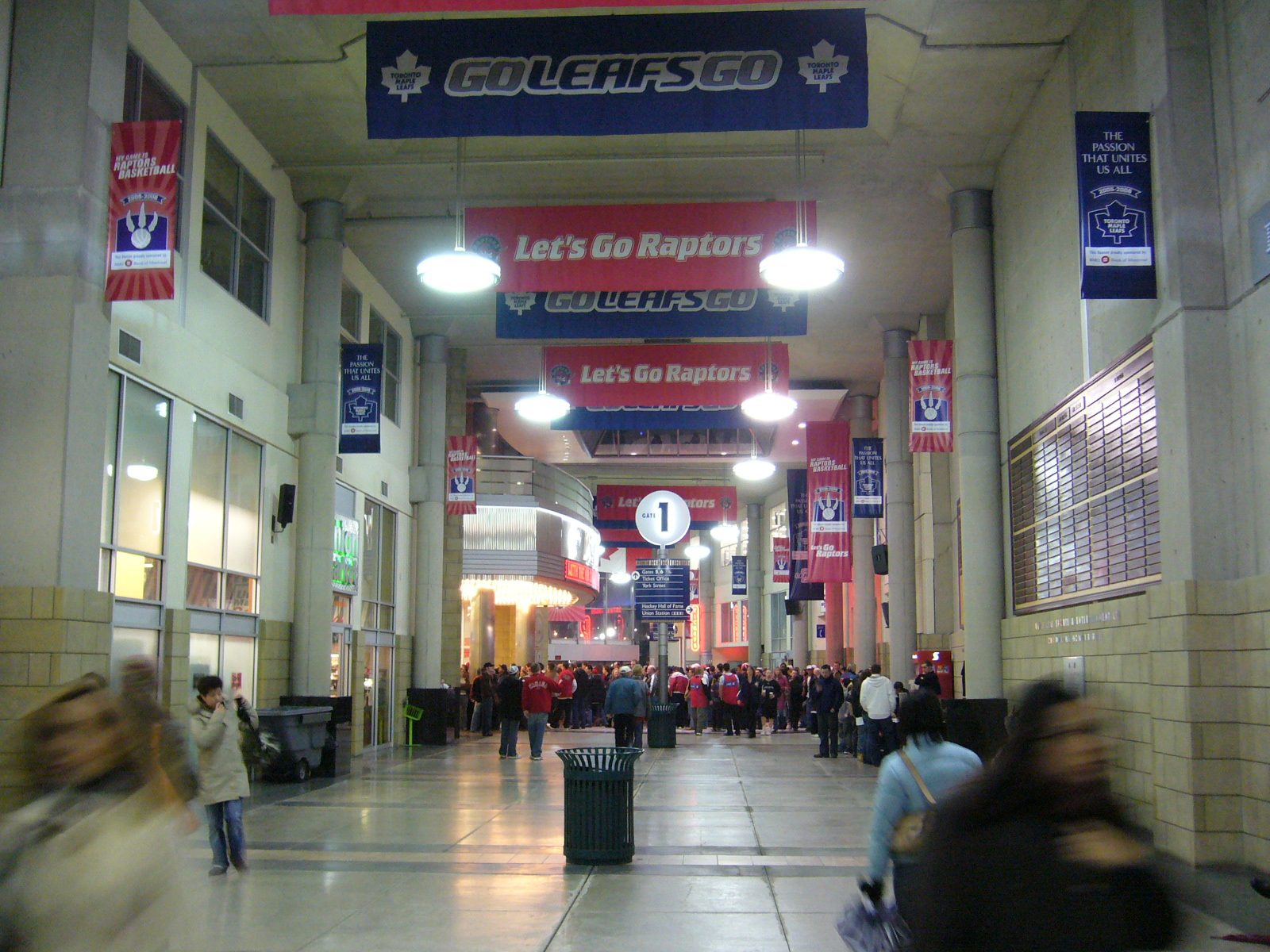
Hall
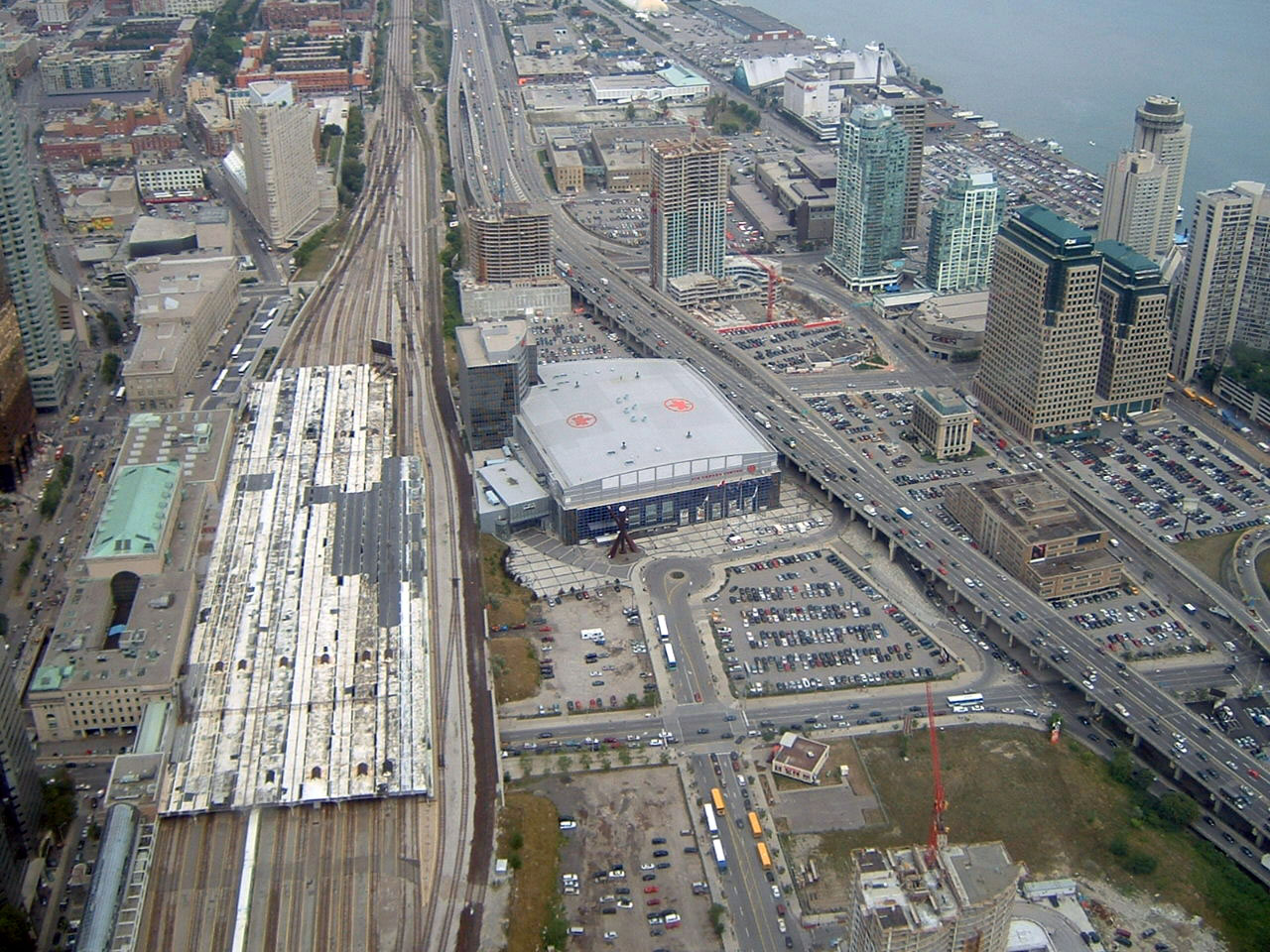
Vue aérienne du Centre
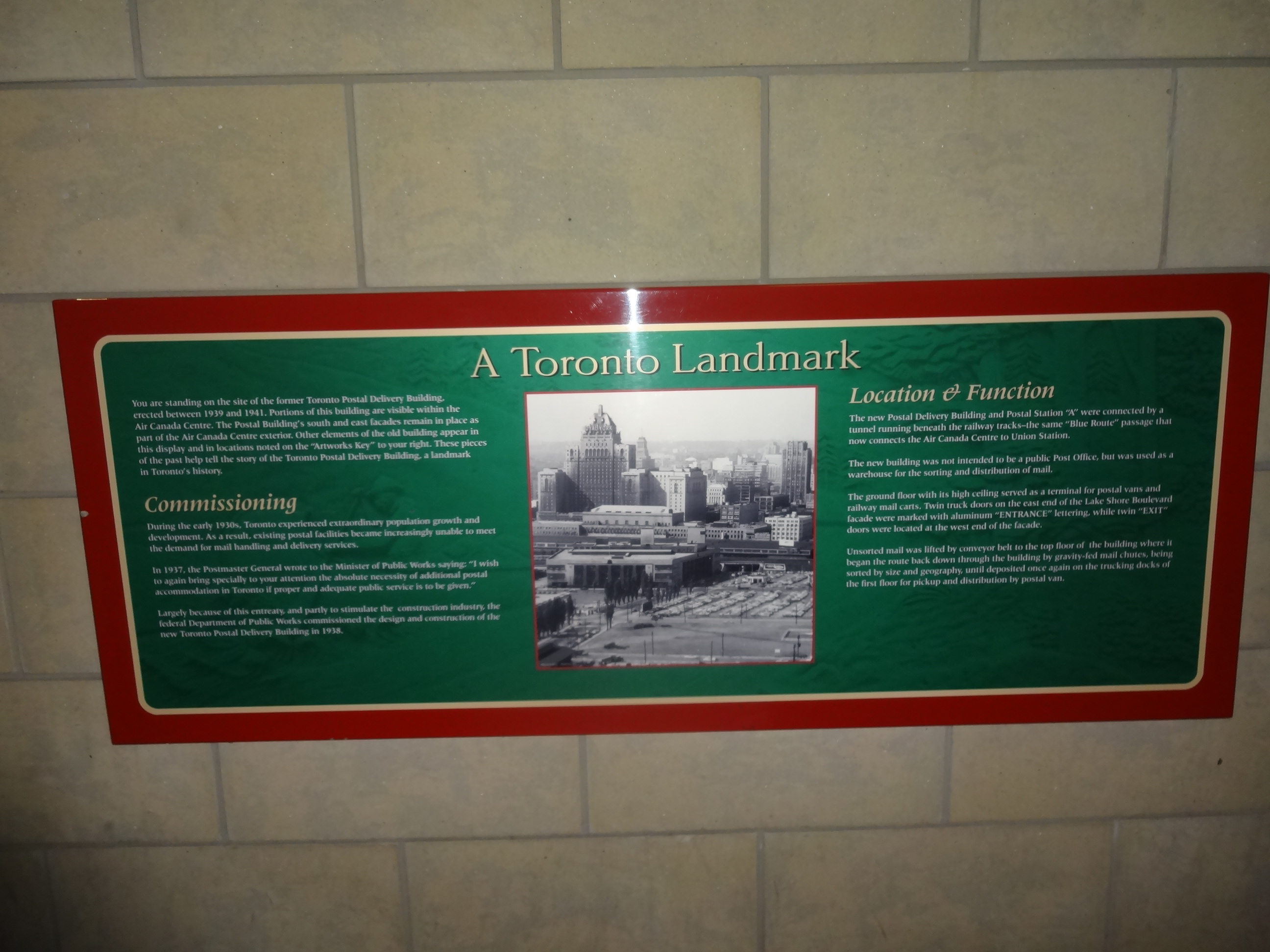
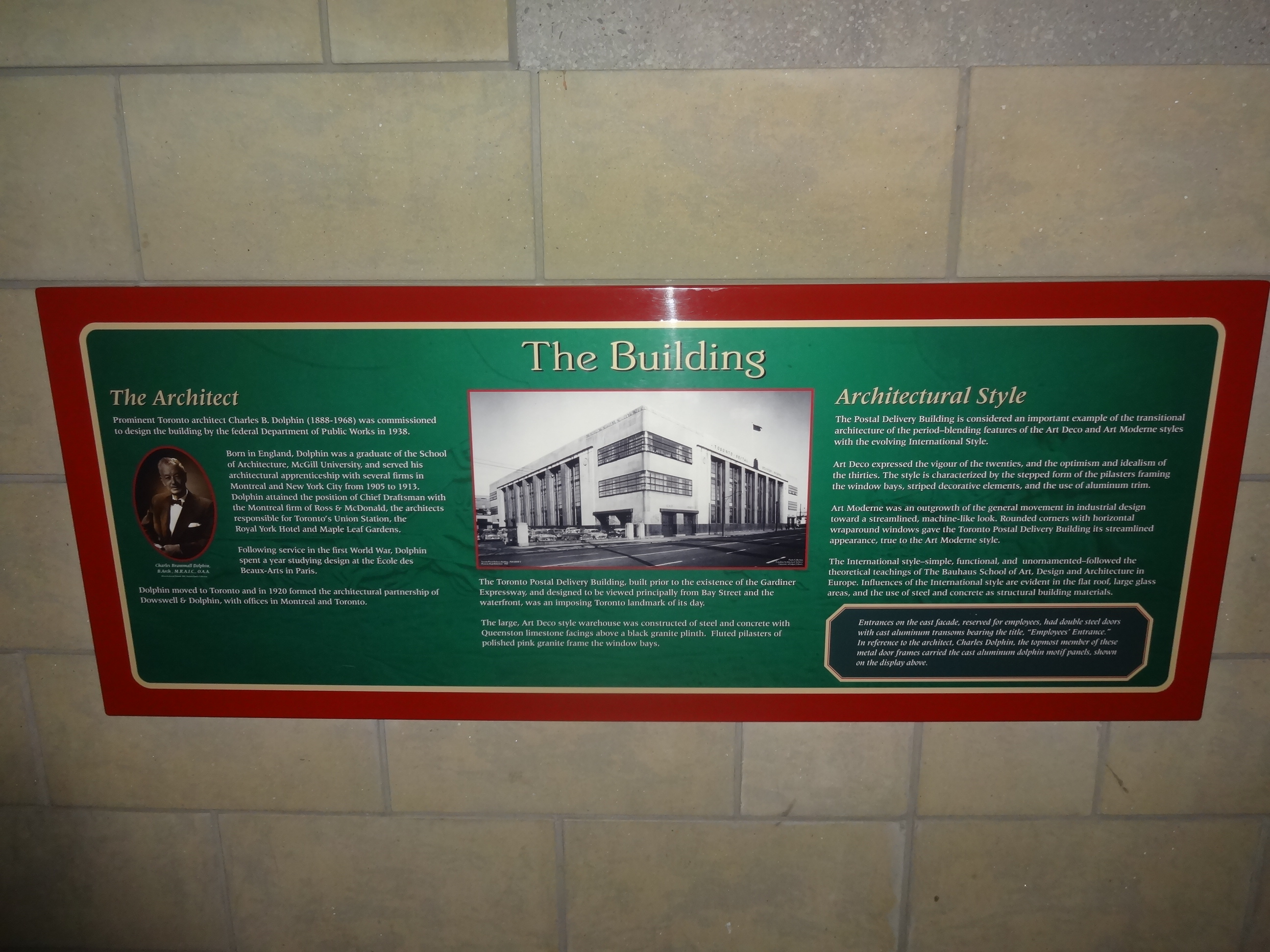
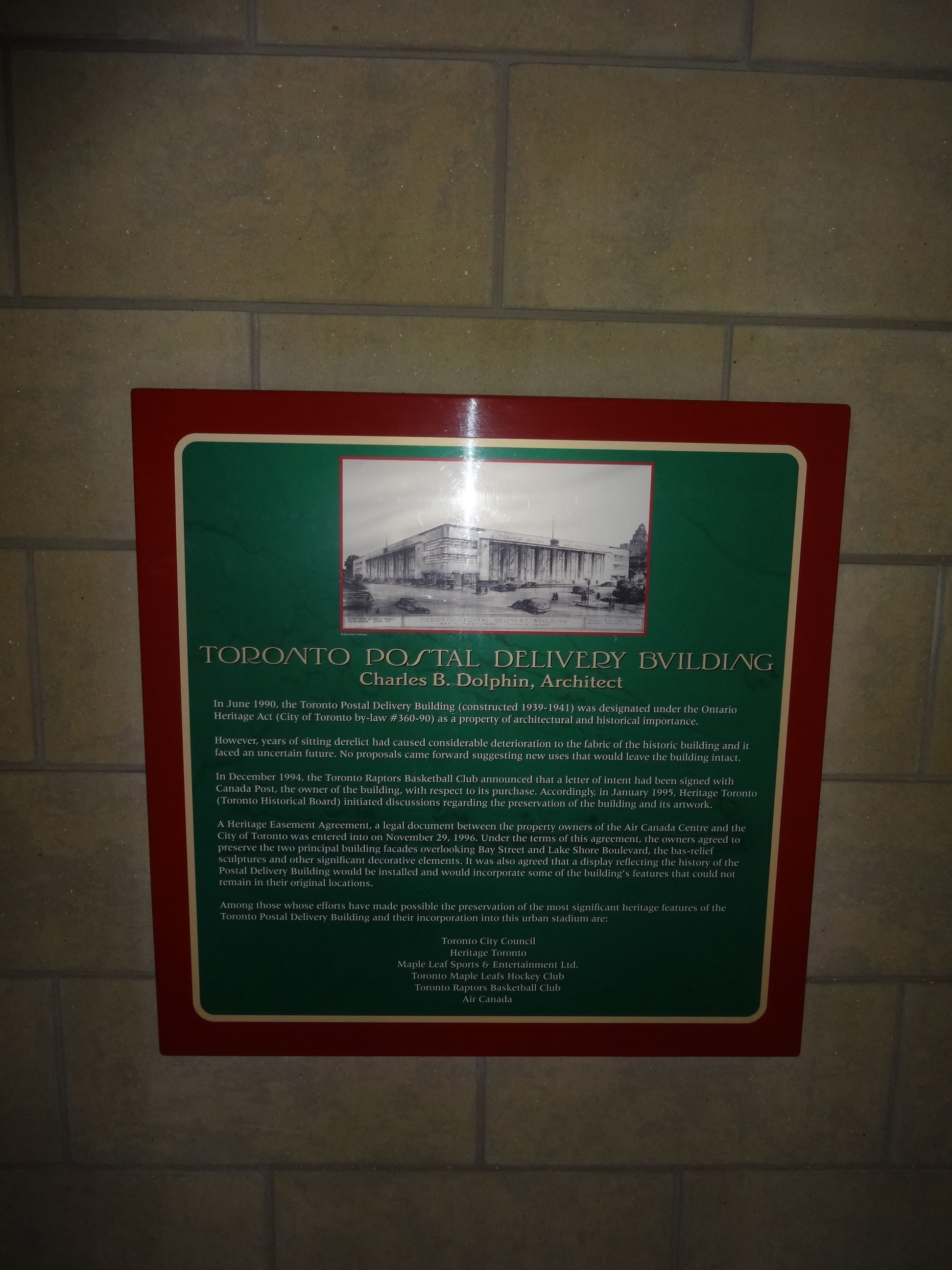
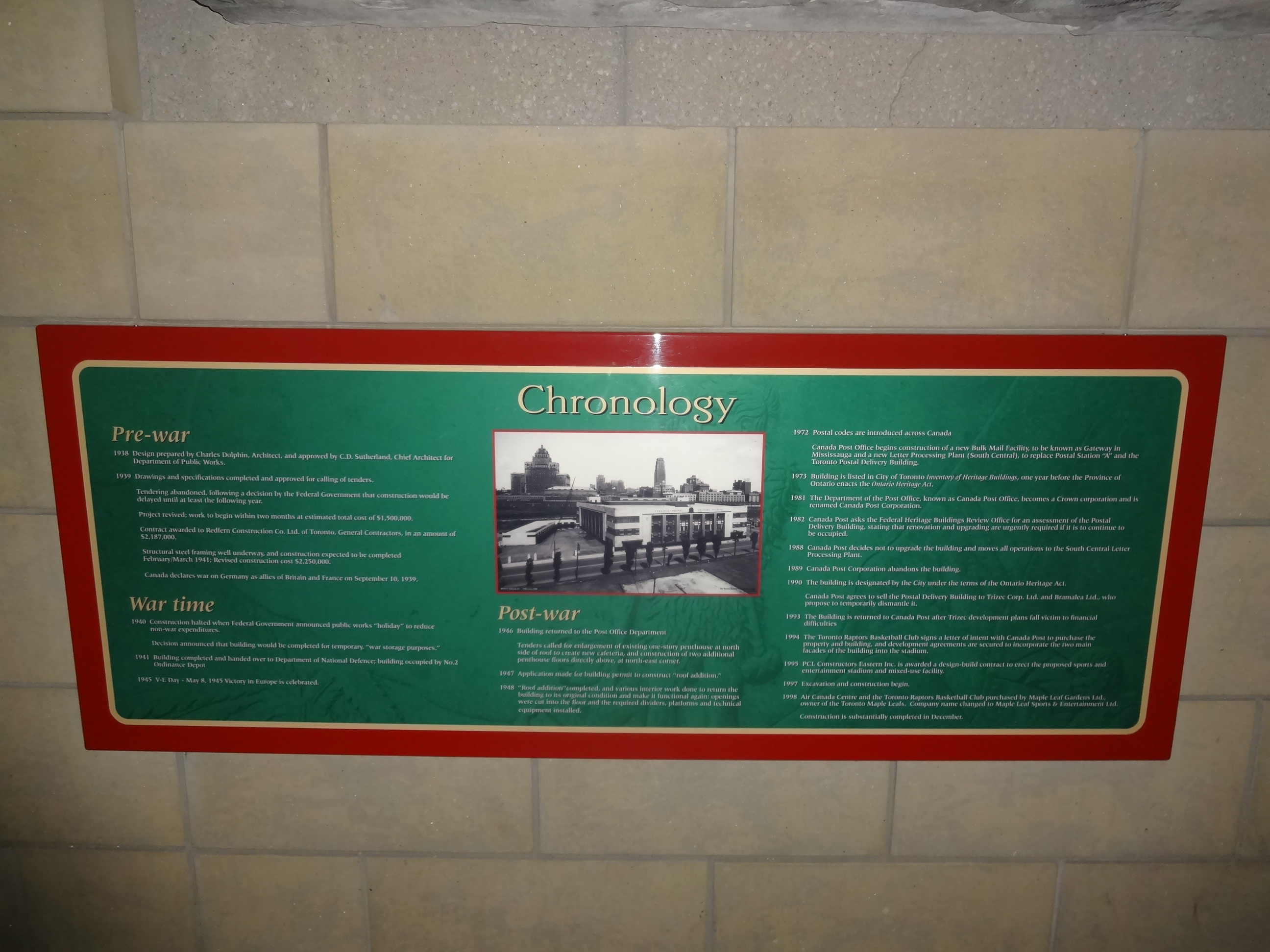
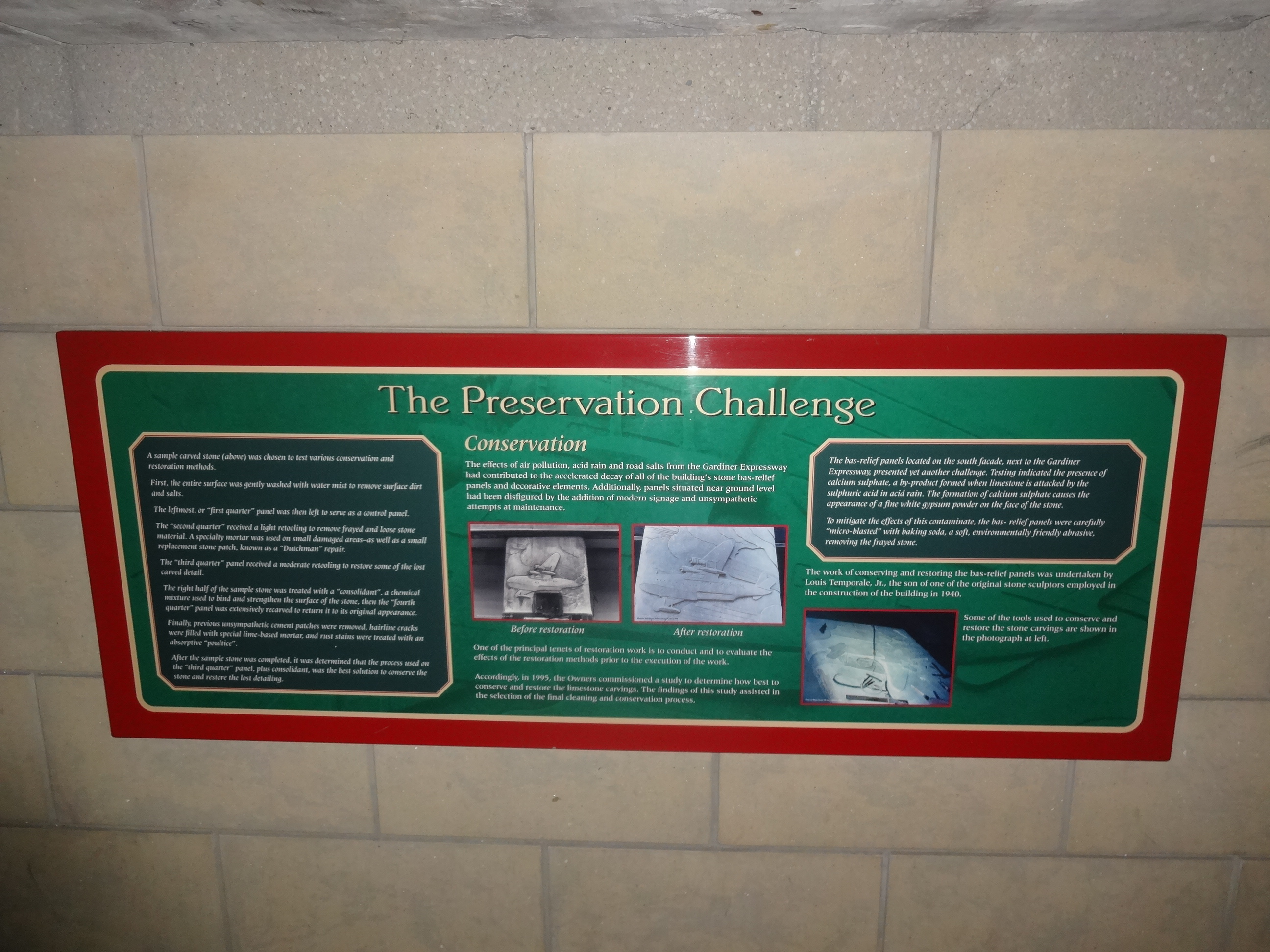
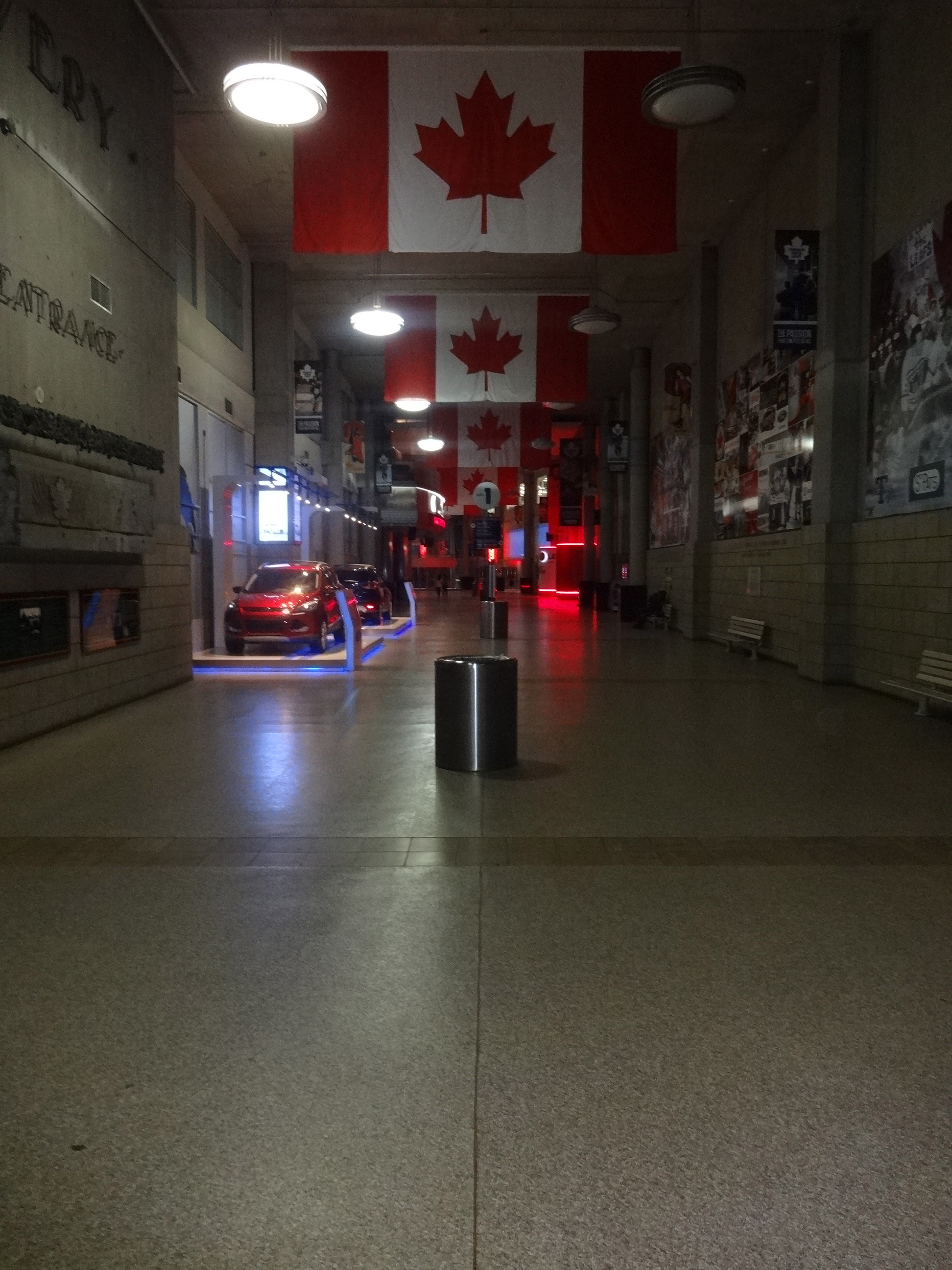